# Мариън (окръг, Канзас)
Окръг Мариън (на английски: Marion County) е окръг в щата Канзас, Съединени американски щати. Площта му е 2471 km², а населението - 12 952 души. Административен център е град Мариън.